# Istorija Singapura
Istorija Singapura se može pratiti unazad do trećeg veka. Dokazi govore o postojanju značajnog trgovinskog naselja u Singapuru tokom 14. veka. Krajem 14. veka, Singapur je bio pod upravom Paramesvare, koji je ubio prethodnog vladara, a proterali su ga Madžapahit ili Sijamci. Potom je potpao pod Malački sultanat, a zatim Johorski sultanat. Godine 1819, Ser Tomas Stamford Rafls ugovorio je sporazum kojim je Johor dozvolio Britancima da lociraju trgovačko pristanište na ostrvu, što je dovelo do osnivanja Britanske kolonije Singapur 1819. godine.
Tokom Drugog svetskog rata, Singapur je osvojila i okupirala Japanska imperija od 1942. do 1945. Kada se rat završio, Singapur se vratio pod britansku kontrolu, s povećanim nivoom samouprave, što je kulminiralo spajanjem Singapura sa Malajskom federacijom i formiranjem Malezije 1963. godine. Međutim, društveni nemiri i sporovi između vladajuće Stranke narodne akcije Singapura i Stranke savezništva Malezije rezultirali su isključenjem Singapura iz Malezije. Singapur je postao nezavisna republika 9. avgusta 1965.
Suočavajući se sa ozbiljnom nezaposlenošću i stambenom krizom, Singapur je započeo program modernizacije, počev od kasnih šezdesetih do sedamdesetih godina prošlog veka koji su se fokusirali na uspostavljanju proizvodne industrije, razvoju velikih javnih stambenih imanja i velikom ulaganju u javno obrazovanje.
Do 1990-ih, zemlja je postala jedna od najprosperitetnijih država na svetu, sa visoko razvijenom slobodnom tržišnom ekonomijom, jakim međunarodnim trgovinskim vezama i najvišim bruto domaćim proizvodom po glavi stanovnika u Aziji izvan Japana.

## Drevni Singapur
Grčko-rimski astronom Ptolomej (90–168) identifikovao je mesto koje se naziva Sabana na vrhu Zlatnog Hersonesa (za koji se smatra da je Malajsko poluostrvo) u drugom i trećem veku. Najraniji pisani zapis o Singapuru možda je u kineskom izveštaju iz trećeg veka, a opisuje ostrvo Pu Luo Čung (蒲 羅 中). Smatra se da je to transkripcija malajskog naziva „Pulau Ujong”, ili „ostrvo na kraju” (Malajskog poluostrva).
Godine 1025. p. n. e., Ražendra Čola I iz carstva Čola vodio je snage preko Indijskog okeana i izvršio invaziju na Sriviđajansko carstvo, napadajući nekoliko mesta u Maleziji i Indoneziji. Smatra se da su snage Čole nekoliko decenija kontrolirale Temasek (danas Singapur). Ime Temasek se, međutim, nije pojavilo u zapisima o Čoli, ali priča o Raži Čulanu (za koga se pretpostavlja da je Ražendra Čola) i Temaseku je pomenuta u semi-istorijskim Malajskim analima.
Nagarakretagama, javanska epska pesma napisana 1365. godine, odnosila se na naselje na ostrvu koje se zove Tumasik (što verovatno znači „morski grad” ili „morska luka”). Naziv Temasek dat je i u Sejarah Melaju (Malajski anali), koji sadrži priču o osnivanju Temaseka od strane šriviđanskog princa, Šri Tri Buana (poznatog i kao Sang Nila Utama) u 13. veku. Šri Tri Buana je dospeo u Temasek tokom lovačkog izleta i video čudnu zver za koju je rekao da je lav. Princ je to shvatio kao povoljan znak i osnovao naselje zvano Singapura, što na sanskrtu znači „grad lavova”. Stvarno poreklo imena Singapura, međutim, nije razjašnjeno.

## Literatura
- Kenneth Paul Tan (2007). Renaissance Singapore? Economy, Culture, and Politics. NUS Press. ISBN 978-9971693770.
- Munoz, Paul Michel (2006). Early Kingdoms of the Indonesian Archipelago and the Malay Peninsula. Singapore: Editions Didier Millet. ISBN 981-4155-67-5. Архивирано из оригинала 22. 2. 2017. г. Приступљено 16. 9. 2017.
- The Singapore Story: Memoirs of Lee Kuan Yew. ISBN 978-0130208033.
- From Third World to First, The Singapore Story 1965-2000. ISBN 978-9812049841.
- John Miksic (2013). Singapore and the Silk Road of the Sea, 1300–1800. NUS Press. ISBN 978-9971695743.
- Paul Wheatley (1961). The Golden Khersonese: Studies in the Historical Geography of the Malay Peninsula before A.D. 1500. Kuala Lumpur: University of Malaya Press. OCLC 504030596.
- Ahmad, A. Samad (1979), Sulalatus Salatin (Sejarah Melayu), Dewan Bahasa dan Pustaka, ISBN 983-62-5601-6, Архивирано из оригинала 2013-10-12. г.
- Abdul Rahman, Haji Ismail; Abdullah Zakaria, Ghazali; Zulkanain, Abdul Rahman (2011), A New Date on the Establishment of Melaka Malay Sultanate Discovered, Institut Kajian Sejarah dan Patriotisme ( Institute of Historical Research and Patriotism )
- Abshire, Jean E. (2011), The History of Singapore, Greenwood, ISBN 978-0-313-37742-6
- Aljunied, Syed Muhd Khairudin; Heng, Derek (2009), Reframing Singapore: Memory - Identity - Trans-Regionalism, Amsterdam University Press, ISBN 978-90-8964-094-9
- Commonwealth Secretariat (2004), Commonwealth Yearbook 2006, Commonwealth Secretariat, ISBN 978-0-9549629-4-4
- Dewan Bahasa dan Pustaka (2010), Search: Singa, Приступљено 2010-12-06
- Heng, Derek (2005), „Continuities and Changes : Singapore as a Port-City over 700 Years”, Biblioasia, National Library Board, 1, ISSN 0219-8126
- Heidhues, Mary Somers (2001), Southeast Asia: A Concise History, Hudson and Thames, ISBN 978-0-500-28303-5
- Leyden, John (1821), Malay Annals (translated from the Malay language), Longman, Hurst, Rees, Orme and Brown
- Miksic, John N. (15. 11. 2013), Singapore and the Silk Road of the Sea, 1300–1800, NUS Press, ISBN 978-9971695743
- Liow, Joseph Chinyong (2004), The Politics of Indonesia-Malaysia Relations: One Kin, Two Nations, Routledge, ISBN 978-0-415-34132-5
- Nugroho, Irawan Djoko (2011), Majapahit Peradaban Maritim, Suluh Nuswantara Bakti, ISBN 978-602-9346-00-8
- O'Mara, Michael (1999), Facts About the World's Nation, H. W. Wilson, ISBN 978-0-8242-0955-1
- Ooi, Keat Gin (2004), Southeast Asia: a historical encyclopedia, from Angkor Wat to East Timor, ABC-CLIO, ISBN 1-57607-770-5
- Ooi, Keat Gin (2009), Historical Dictionary of Malaysia, Scarecrow Press, ISBN 978-0-8108-5955-5
- Sabrizain, Palembang Prince or Singapore Renegade?, Приступљено 2012-10-04
- Sinha, Prakash Chandra (2006), Encyclopedia of South East and East Asia, Anmol Publications Pvt Ltd, ISBN 978-81-261-2646-0
- Taylor, Nora A. (2000), Studies on Southeast Asia (Studies on Southeast Asian Art: Essays in Honor of Stanley J. O'Connor), 29, Southeast Asia Program Publications, ISBN 978-0-87727-728-6
- Tsang, Susan; Perera, Audrey (2011), Singapore at Random, Didier Millet, ISBN 978-981-4260-37-4
- Turnbull, [C.M.] Mary (2009). A History of Modern Singapore, 1819-2005. NUS Press. ISBN 978-9971694302.
- Windstedt, Richard Olaf (1938), „The Malay Annals or Sejarah Melayu”, Journal of the Malayan Branch of the Royal Asiatic Society, Singapore: Printers Limited, XVI: 1—226
- Ernst Eichler, ур. (14. 7. 2008). Namenforschung / Name Studies / Les noms propres. 1. Halbband. Walter de Gruyter. стр. 905. ISBN 9783110203424.
- Dr John Leyden and Sir Thomas Stamford Rffles (1821). Malay Annals. Longman, Hurst, Rees, Orme, and Brown. стр. 40–44.

## Dodatna literatura
- Derek Heng Thiam Soon (2002). „Reconstructing Banzu, a Fourteenth-Century Port Settlement in Singapore”. Journal of the Malaysian Branch of the Royal Asiatic Society. 75, No. 1 (282): 69—90.

## Spoljašnje veze
- Community Television Foundation of South Florida (10. 1. 2006). „Singapore: Relations with Malaysia”. Public Broadcasting Service. Архивирано из оригинала 22. 12. 2006. г.
- „Archaeology in Singapore – Fort Canning Site”. Southeast-Asian Archaeology. Архивирано из оригинала 29. 4. 2007. г. Приступљено 9. 7. 2006.
- „Hybrid Identities in the Fifteenth-Century Straits of Malacca” (PDF). Asia Research Institute, National University of Singapore. Архивирано из оригинала (PDF) 29. 11. 2015. г. Приступљено 24. 10. 2017.